# オトマール・マーガ
オトマール・マーガ（Othmar Mága, 1929年6月30日 - 2020年1月28日）は、チェコ出身の指揮者。

## 経歴
1929年、プラハのドイツ系ハンガリー人の家に生まれる。1948年から1952年までシュトゥットガルト音楽演劇大学でヴァイオリンと指揮を学び、1952年から1958年までテュービンゲン大学でドイツ文学と音楽学を専攻。1954年から翌年までパウル・ファン・ケンペン、1960年から1962年までフェルディナント・ライトナーとセルジュ・チェリビダッケの薫陶を受けた。
1962年から1967年までゲッティンゲン交響楽団の首席指揮者、1968年から1970年までニュルンベルク交響楽団の首席指揮者、1971年から1982年までボーフム交響楽団の音楽監督、1983年から1987年までオーデンセ交響楽団の芸術監督、1987年から1991年までイ・ポメリッジ・ムジカーリの首席指揮者、1992年から1996年まで韓国のKBS交響楽団の首席指揮者、2002年から2003年までクレーフェルト・メンヒェングラートバッハ劇場の音楽総監督のそれぞれを歴任。
ボーフム交響楽団時代には、フォルクヴァング大学で教鞭を取った。
作曲家としても作品を残す。